# Monocentropus balfouri
La tarantola blu di Socotra (Monocentropus balfouri) Pocock, 1897 è una specie di ragno della famiglia Theraphosidae.

## Descrizione
Le dimensioni di questa specie sono di circa 5 cm di corpo. Il dimorfismo sessuale non è molto accentuato.

## Habitat
Prettamente terricola anche se può costruire le sue tane sopra cortecce o cespugli. Questa specie di tarantola non è aggressiva con i propri simili; si possono osservare delle piccole colonie familiari in natura.
Mangia insetti come grilli, blatte, locuste.

## Distribuzione
Specie rinvenuta esclusivamente sull'isola di Socotra, al largo delle coste dello Yemen.

## Vita in cattività
Questa specie di tarantola è molto richiesta dagli allevatori per via dei suoi colori.
Per l'allevamento di questa specie servirà un terrario di circa 30x30x30 anche se è possibile tenere più esemplari nello stesso terrario a patto che sia abbastanza grande.
Come substrato si userà della torba secca e sarà necessario mettere nel terrario un pezzo di sughero che verrà usato come rifugio.